# Béré (Tschad)
Béré (arabisch بيري) ist eine Stadt im Südwesten des Tschad. Béré ist die Hauptstadt des Départements Tandjilé Centre, das im südlichen Zentrum der Provinz Tandjilé liegt. Beim Zensus 1993 hatte die Stadt 10.799 Einwohner, eine andere Quelle mit unklarer Herkunft der Daten, aber realistischen Werten gibt für das Jahr 2023 eine Einwohnerzahl von 17.267 an.

## Lage
Béré liegt an der Verbindungsstraße zwischen Kélo und Laï in der Ebene zwischen dem 15 km weiter östlich fließenden Logone und dem acht Kilometer westlich fließenden Tandjilé. Die Stadt liegt im Bereich des tropischen Savannenklimas.

## Geschichte und Wirtschaft
Béré wurde 1919 gegründet. Im Jahr 1973 wurde von einem Schweizer Missionar in Béré eine Krankenstation gegründet. Diese verfügt inzwischen (Stand 2021) über 104 Betten und versorgt jährlich etwa 2000 Patienten.
Béré liegt in dem wichtigsten Anbaugebiet für Reis des Tschad.

## Persönlichkeiten
- Nicolas Nadji Bab (* 1969), römisch-katholischer Bischof